# Jakovlev UT-2
UT-2 byl sovětský cvičný letoun používaný ve druhé světové válce.

## Vývoj
První prototyp pod označením AIR-10 vzlétl v červenci 1935 s řadovým čtyřválcovým motorem Renault Bengali 4, druhý poháněl hvězdicový pětiválec M-11 o výkonu 73,5 kW. Během roku 1936 byl důkladně testován a státní komise jej přijala jako standardní školní a cvičný stroj.
Sériová výroba stroje UT-2 (učebnyj-trenirovočnyj = školní, cvičný) začala v roce 1937 a ukázalo se, že se jedná o úspěšný typ. Byly poháněny motory M-11E o výkonu 110,3 kW, nebo M-11.
Na hlavní sériovou variantu UT-2 navázal v roce 1943 prototyp UT-2MV se vztlakovými klapkami, zakrytou kabinou a kapotovaným motorem. Stal se předchůdcem poválečného letounu Jakovlev Jak-18.
Tento dvoumístný školní letoun byl v různých obměnách vyráběn až do roku 1947 a bylo vyrobeno celkem 7243 kusů.

## Použití

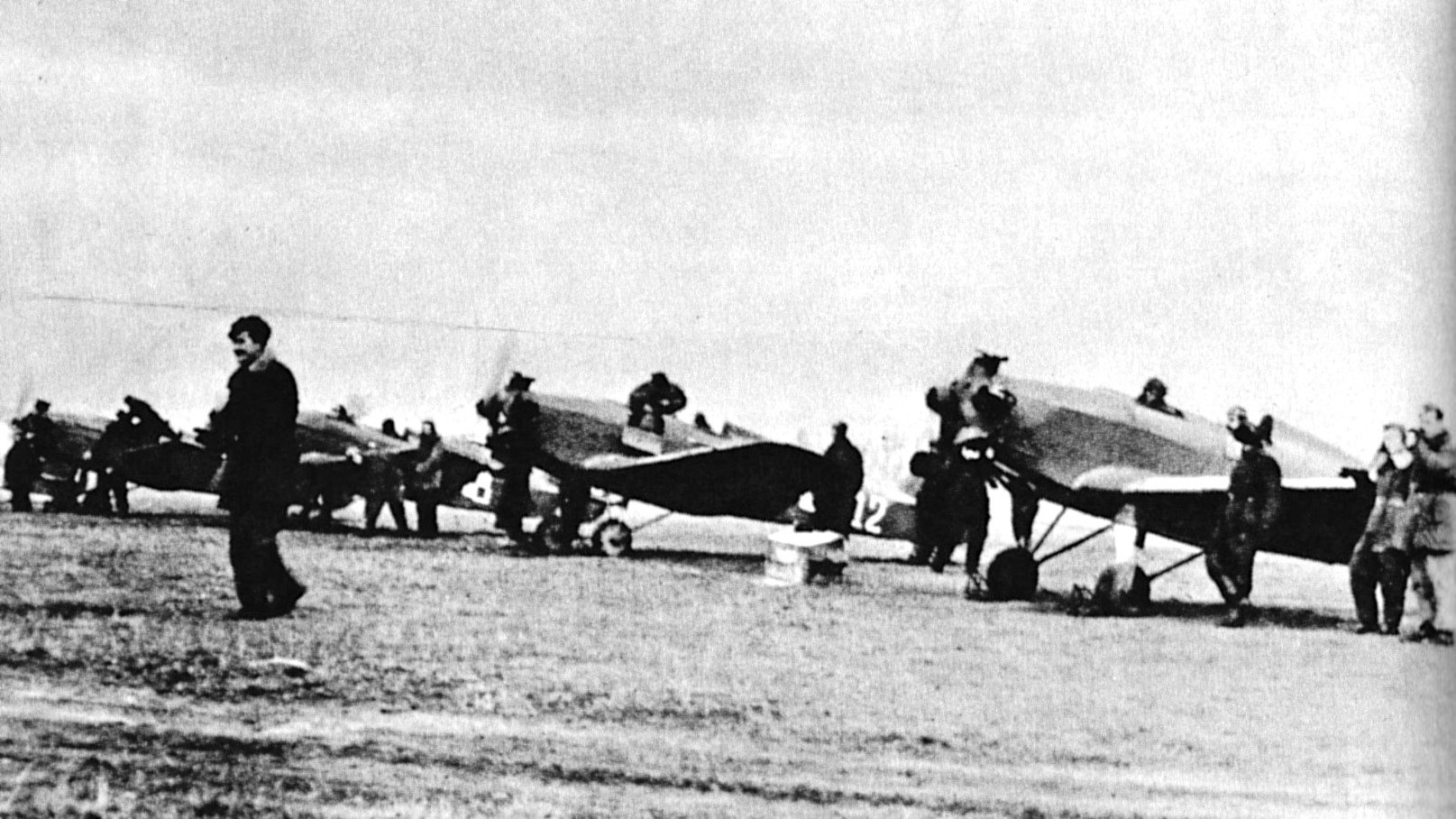
Polské UT-2 v Szkole Orlat, Deblin, 1947

UT-2 se dostaly do výzbroje cvičných útvarů sovětského letectva a do vybavení aeroklubů OSOAVIACHIM v roce 1938. Sloužily rovněž u bojových útvarů s určením pro kondiční lety a spojovací službu.

## Verze letounu
- AIR-10 – prototyp školního letadla
- AIR-11 – prototyp třímístného turistického letadla
- AIR-12 – prototyp dvoumístného stroje pro dálkové přelety
- UT-2 – sériová verze
- AIR-16 – prototyp čtyřmístného letounu s motorem Renault o výkonu 161 kW
- AIR-20 – verze letounu AIR-10 s motorem Renault Bengali o výkonu 103 kW
- UT-2M – modernizovaná sériová verze vyráběná od roku 1940
- UT-2MV – modernizovaná verze vyráběná od roku 1943
- UT-2L – modernizovaná verze UT-2MV, vyráběná od roku 1943, stala se podkladem pro letoun Jak-18
- UT-2MB - plán verze lehkého bombardéru s výzbrojí dvou kulometů ŠKAS a možností nést až 200 kg bomb nebo neřízené rakety

## Specifikace

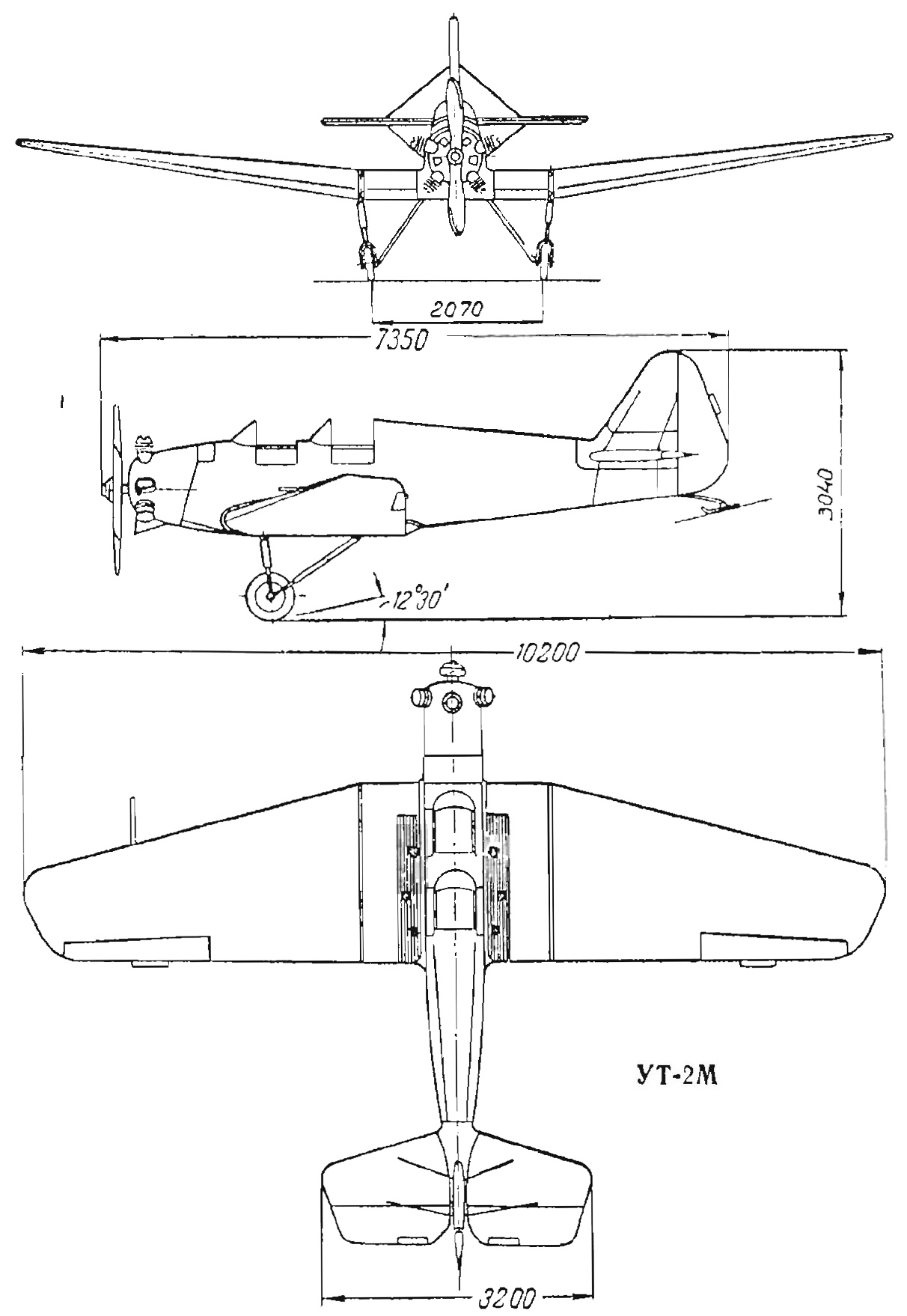
Třípohledový nákres UT-2M

Údaje platí pro verzi s motorem M-11E

### Technické údaje
- Osádka: 2
- Rozpětí: 10,18 m
- Délka: 7,08 m
- Výška: 2,10 m
- Plocha křídla: 17,19 m²
- Hmotnost prázdného letounu: 574 kg
- Vzletová hmotnost: 856 kg
- Pohonná jednotka: 1 × hvězdicový motor Švecov M-11

### Výkony
- Maximální rychlost: 230 km/h
- Výstup na 3000 m: 19 min
- Dostup: 6500 m
- Dolet: až 750 km